# Taxillus umbellifer
Taxillus umbellifer är en tvåhjärtbladig växtart som först beskrevs av Julius Hermann Schultes, och fick sitt nu gällande namn av Danser. Taxillus umbellifer ingår i släktet Taxillus och familjen Loranthaceae. Inga underarter finns listade i Catalogue of Life.